# Charles Regnier
Karl Friedrich Anton Hermann "Charles" Regnier, född 22 juli 1914 i Freiburg im Breisgau, Baden, död 13 september 2001 i Bad Wiessee, Bayern, var en tysk skådespelare.

## Roller i urval
- 1954 – Spionchefen Canaris
- 1955 – Autostradaligan
- 1955 – Die Stadt ist voller Geheimnisse
- 1956 – Mysteriet Anastasia
- 1958 – Tid att älska, dags att dö
- 1959 – Skuggan av ett brott
- 1961 – Hemliga vägar
- 1962 – Maskerad agent
- 1963 – Klädsel: vardagsdräkt med revolver
- 1963 – Sista tåget från Wien
- 1964 – Angélique
- 1965 – En studie i skräck
- 1971, 1973 – Der Kommissar (TV-serie)
- 1973–1975 – Mordkommission (TV-serie)
- 1977 – Ormens ägg
- 1980, 1985 – Den gamle deckarräven (TV-serie)
- 1986 – Rosa Luxemburg
- 2000 – Den oberörbara